# Мінерал А
Мінерал А- на сьогодні безіменний мінерал, можливо не дійсний; має також умовне систематичне позначення UM1993-29-TeO: AuPb. Описаний Changjin Cai у 1993 році, який виявив у золотому родовищі, що розробляє копальня Dongping, декілька нових мінералів, що мають у своєму складі золото, свинець та телур (також мінерал B та мінерал C).
Зустрічається в кварцових жилах і золотих рудах метасоматичного типу, розміщених у породі, що містить кварц і два польових шпати. Спостерігається лише в мінеральних концентратах, у вигляді зелених помірно блискучих включень у самородному золоті. Включення мають розмір до 0,125×0,1 мм і складаються з пластинчастих до призматичних або неправильних кристалів і дендритів розміром до 0,063×0,028 мм; гарно полірується, не розщеплюється, колір чайно-коричневий з рожевим відтінком. За даними трьох електронних мікрозондових аналізів (О не визначено) вміст Au 58,46 (57,37-59,86), Pb 16,44 (15,09-17,26), Ca 0,58 (0,53-0,63), Te 15,09 (14,32-15,98), сума 90,57 (88,10-92,67) мас.%, що відповідає формулі Au2,43Pb0,644Te4+O2 (ідеальна формула {\displaystyle {\ce {(Au, Pb)3TeO2}}}).

## Інші випадки використання назви
Також під цією назвою згадується мінерал А — складний гідроокис урану, свинцю, калію, натрію, кальцію і барію. Знайдений у вигляді щільних агрегатів яскраво-оранжевого до золотисто-жовтого кольору в пегматитах штату Нью-Гемпшир і Північна Кароліна (США). Недостатньо вивчений. С.Frondel, 1956.
Деякий час назва "мінерал А" використовувалася також щодо безіменного мінералу з кодовим позначенням UM1985-26-SiO:CaMgPbZn, який містить унікальну комбінацію хімічних елементів з формулою {\displaystyle {\ce {Pb2Zn5Ca4Mg2Si7O27}}}.